# 13569 Oshu
13569 Oshu este un asteroid din centura principală de asteroizi.

## Descriere
13569 Oshu este un asteroid din centura principală de asteroizi. A fost descoperit pe 4 martie 1993 la Geisei de Tsutomu Seki. Asteroidul prezintă o orbită caracterizată de o semiaxă mare de 2,42 ua, o excentricitate de 0,08 și o înclinație de 7,1° în raport cu ecliptica.